# Sakarcalık, Osmaniye
Sakarcalık là một xã thuộc huyện Osmaniye, tỉnh Osmaniye, Thổ Nhĩ Kỳ. Dân số thời điểm năm 2010 là 641 người.